# Серхио Бускетс
Серхио Бускетс Бургос (шп. Sergio Busquets Burgos; Сабадељ, 16. јул 1988) шпански је фудбалер који тренутно наступа за Интер Мајами. Игра на позицији дефанзивног везног играча.

## Каријера
Серхио Бускетс је из фудбалске породице. Његов отац Карлес Бускетс је био голман Барселоне почетком и средином деведесетих година 20. века.
Фудбал је почео да игра у млађим категоријама Љеиде. У сезони 2005/2006. прикључује се подмлатку Барселоне, да би у сезони 2007/2008. играо за Барселону Б, који је тада водио Ђузеп Гвардиола и са којим је у тој сезони успео да обезбеди улазак у виши ранг. Бускетс је током исте сезоне одиграо и свој дебитантски меч за први тим Барселоне у Купу Каталоније.
У сезони 2008/2009. доласком Гвардиоле на чело првог тима ФК Барселоне, Бускетс добија своју шансу. Званично дебитује за први тим у Примери 13. септембра 2008. године против Расинг Сантандера. Први гол за Барселону постиже у Лиги шампиона током групне. фазе у победи против Базела од 5-0. Свој други гол за Барселону такође је постигао у Лиги шампиона у поразу против Шахтјора 2-3, децембра 2008. године. 
Челници Барселоне задовољни његовим играма нуде му продужење уговора, те Бускетс 22. децембра продужује уговор до 2013. уз клаузулу за обештећење од 80.000.000 евра.

## Репрезентација
Играо је за младу репрезентацију Шпаније до 21. године, која је учествовала на Европском првенству у Шведској 2009. али није успела да прође групну фазу у конкуренцији Енглеске, Немачке и Финске.
За репрезентацију је дебитовао у мечу квалификација за Светско првенство у Јужној Африци против Турске 1. априла 2009. у Истанбулу. Укупно за репрезентацију Шпаније је одиграо 11 мечева без поготка.
Дана 28. децембра 2008. дебитовао је и за репрезентацију Каталоније у мечу против селекције Колумбије.

## Стил игре
Бускетс је описан као изузетно интелигентан играч, технички и тактички на врхунском нивоу, који "разбија" противнички пресинг у изградњи напада, али и сјајно чита игру и одузима посед супротној екипи.

## Трофеји

### Барселона
- Првенство Шпаније (9) : 2008/09, 2009/10, 2010/11, 2012/13, 2014/15, 2015/16, 2017/18, 2018/19, 2022/23.
- Куп Шпаније (7) : 2008/09, 2011/12, 2014/15, 2015/16, 2016/17, 2017/18, 2020/21.
- Суперкуп Шпаније (7) : 2009, 2010, 2011, 2013, 2016, 2018, 2022/23.
- Лига шампиона (3) : 2008/09, 2010/11, 2014/15.
- УЕФА суперкуп (3) : 2009, 2011, 2015.
- Светско клупско првенство (3) : 2009, 2011, 2015.

### Интер Мајами
- Амерички Лига куп (1) : 2023.

### Шпанија
- Светско првенство (1) : 2010.
- Европско првенство (1) : 2012.
- Друго место на Купу конфедерација: 2013; треће место: 2009.
- Друго место у Лиги нација: 2020/21.